# Juan Pablo Forero
Forero  Carreño est un nom espagnol. Le premier nom de famille, en général paternel, est Forero ; le second, en général maternel, souvent omis, est Carreño.
Pour les articles homonymes, voir Carreño (homonymie) et Forero.
Cet article possède un paronyme, voir Juan Pablo Carreño (homonymie).
Juan Pablo Forero Carreño, né le 3 août 1983 à Tabio (département de Cundinamarca), est un coureur cycliste colombien. Spécialisé dans la poursuite par équipes, il a participé au tournoi de cette discipline aux Jeux olympiques de 2008 à Pékin, et a été champion panaméricain en 2007.

## Repères biographiques
En novembre 2006, Forero dispute les Jeux sud-américains en Argentine. Membre de l'équipe de poursuite, il décroche l'or. Il obtient, également, le bronze dans la course à l'américaine. Mais il échoue à la quatrième place de la course en ligne. Il est battu lors du sprint pour la médaille de bronze par Artur García.
En 2007, toujours membre de la sélection colombienne de poursuite par équipes, il est sacré champion panaméricain à Valencia, mais termine quatrième de la course à l'américaine, à un tour des vainqueurs. En juillet, à l'occasion des Jeux panaméricains, l'équipe colombienne, dont il fait partie, est battue en finale de la poursuite par équipes par les Chiliens. Ceux-ci battent, à cette occasion, le record des Jeux de la discipline, détenue depuis les qualifications par Forero et ses partenaires.   
Lors de la coupe du monde 2007-2008, Forero dispute la course aux points. Il participe aux quatre manches de la coupe du monde. Le meilleur résultat est une 7e place à Copenhague, qui associée à une 10e place à Los Angeles, le place au 16e rang de la coupe du monde 2007-2008 de course aux points. Il dispute également la course à l'américaine avec Carlos Alzate. Des quatre épreuves de coupe du monde disputées, le duo ne réussit à entrer dans les points qu'à Los Angeles avec une 8e place, ce qui le classe au 18e rang de la coupe du monde 2007-2008 de course à l'américaine.
Au mois de mars, il participe aux championnats du monde à Manchester. Alors qu'il a disputé la course aux points lors des quatre manches de la coupe du monde, Juan Esteban Arango lui est préféré dans cette discipline. Tandis que malgré les bons résultats d'Arango en course scratch (troisième à Copenhague, six semaines auparavant), Forero participe à cette épreuve aux Mondiaux. Il terminera 8e.
En août 2008, il dispute ses premiers Jeux. Il s'aligne au départ des qualifications de la poursuite par équipes. Dix équipes sont inscrites, et malheureusement, la sélection colombienne termine dixième, à près de cinq secondes de la dernière formation qualifiée.

### Saison 2012
Il participe au projet insufflé par le ministre des sports colombien, Jairo Clopatofsky. Il devient membre de la nouvelle équipe continentale professionnelle Colombia - Coldeportes. Il s'installe avec ses coéquipiers à Brescia, pour disputer la saison cycliste européenne.
Sans résultat notable sur le Vieux Continent, il dispute le Tour de Colombie au mois de juin. Il y remporte sa quatrième victoire d'étape après son triplé de l'édition 2006. En effet, il s'adjuge le sprint massif qui conclut la cinquième étape. Il se présente en tête dans la dernière courbe, juste avant l'arrivée et ne se fait pas remonter par ses adversaires. Trois jours plus tard, lors de la septième étape, il échoue à la quatrième place du sprint.

## Palmarès sur route

### Par années
- 2004
  - Prologue et 3e étape du Tour de Colombie espoirs
- 2005
  -  Champion de Colombie sur route espoirs
  - Prologue du Tour de l'Équateur
- 2006
  - 6e, 11e et 15e étapes du Tour de Colombie
- 2007
  - 3e du Tour de Nez
- 2008
  - 15e étape de l'International Cycling Classic
  - 4e étape du Clásico RCN
- 2009
  - 2e du Circuit de Getxo
- 2012
  - 5e étape du Tour de Colombie

### Classements mondiaux
| Année            | 2006 | 2007 | 2008 | 2009 | 2010 | 2011 | 2012 | 2013 | 2014 | 2015 |
| ---------------- | ---- | ---- | ---- | ---- | ---- | ---- | ---- | ---- | ---- | ---- |
| UCI America Tour | 122e | 295e | 387e |      |      |      | 269e |      |      | 447e |
| UCI Europe Tour  |      |      |      | 291e |      | 351e |      |      |      |      |

## Palmarès sur piste

### Jeux olympiques
- Pékin 2008
  - 10e de la poursuite par équipes[23] (avec Juan Esteban Arango, Arles Castro et Jairo Pérez) (éliminé au tour qualificatif[24]).

Il n'y a seulement que huit qualifiés lors de ce tour éliminatoire.

### Championnats du monde
- Stuttgart 2003
  - 13e de la poursuite par équipes (avec Arles Castro, Alexander González et José Serpa)[25].

- Melbourne 2004
  - 13e de la course scratch[26].

- Manchester 2008
  - 8e de la course scratch[11].

### Coupe du monde
- 2003
  - 1er de la poursuite par équipes à Aguascalientes (avec Alexander González, José Serpa et Carlos Alzate)

### Championnats panaméricains
- Valencia 2007
  -  Médaillé d'or de la poursuite par équipes (avec Carlos Alzate, Arles Castro et Jairo Pérez)
  - Quatrième de la course à l'américaine (avec Carlos Alzate)[4].

### Jeux panaméricains
- Saint-Domingue 2003
  -  Médaillé de bronze de la poursuite par équipes (avec Alexander González, José Serpa et Arles Castro)

- Rio de Janeiro 2007
  -  Médaillé d'argent de la poursuite par équipes (avec Carlos Alzate, Arles Castro et Jairo Pérez)

### Jeux sud-américains
- Mar del Plata 2006
  -  Médaillé d'or de la poursuite par équipes (avec Carlos Alzate, Arles Castro et Jairo Pérez)[1].
  -  Médaillé de bronze de la course à l'américaine (avec Carlos Alzate)[2].

### Jeux d'Amérique centrale et des Caraïbes
- San Salvador 2002
  -  Médaillé d'or de la poursuite par équipes (avec Andrés Rodríguez, Iván Casas et Carlos Alzate)[27].
  -  Médaillé d'argent de la poursuite individuelle[28].
  -  Médaillé d'argent de la course à l'américaine (avec Farid Turriago)[29].

### Championnats de Colombie
- Pereira 2007
  -  Médaillé d'or de la poursuite par équipes (avec Carlos Alzate, Jairo Pérez et Arles Castro)[30].
  -  Médaillé d'or de la course à l'américaine (avec Pedro Nelson Torres)[31].